# Lista de consortes reais da Dinamarca
Consorte real é o cônjuge do monarca reinante. Consortes dos monarcas da Dinamarca não tem nenhum status constitucional ou poder, porém muitas tiveram grande influência sobre seus parceiros.

## Casa de Hardacanuto
| Nome                                                    | Retrato | Nascimento                                                            | Monarca                          | Morte                      |
| ------------------------------------------------------- | ------- | --------------------------------------------------------------------- | -------------------------------- | -------------------------- |
| Tira Dannebod c. 936 – c. 958                           |         | Desconhecido Pais desconhecidos                                       | Gormo 4 filhos                   | Desconhecida               |
| Tova de Obotritas c. 963 - ?                            |         | Desconhecido filha de Mstivoj de Obotrites                            | Haroldo I                        | Desconhecida               |
| Girida da Suécia c. 985 (?)                             |         | Desconhecido filha de Olavo II da Suécia e Ingeborga Filha de Trands  | Haroldo I                        | Desconhecida               |
| Grunhilda de Wenden c. 990 – c. 1000                    |         | Desconhecido Pais desconhecidos                                       | Sueno I c. 990 7 filhos          | Desconhecida               |
| Sigride, a Orgulhosa c. 1000 – 3 de fevereiro de 1014   |         | Desconhecido filha de Mieszko I, Duque da Polônia e Dobrava da Boêmia | Sueno I c. 1000 1 filha          | Desconhecida               |
| Ema da Normandia julho de 1017 – 12 de novembro de 1035 |         | c. 985 filha de Ricardo I, Duque da Normandia e Gunora                | Canuto II julho de 1017 2 filhos | 6 de março de 1052 67 anos |

## Casa de Estridsen
| Nome                                                                         | Retrato | Nascimento                                                                          | Monarca                                   | Morte                                  |
| ---------------------------------------------------------------------------- | ------- | ----------------------------------------------------------------------------------- | ----------------------------------------- | -------------------------------------- |
| Guida Anundsdotter da Suécia 1047/1048 – 1048/1049                           |         | Desconhecido filha de Amundo Jacó da Suécia e Gunilda Sveinsdóttir                  | Sueno II 1047/1048 sem filhos             | 1048/1049                              |
| Gunilda Sveinsdóttir 1050 – 1051/1052                                        |         | Desconhecido filha de Sueno Hákonarson e Holmfrida da Suécia                        | Sueno II 1050 sem filhos                  | C. 1060                                |
| Margarida Hasbjörnsdatter 1076 – 17 de abril de 1080                         |         | Desconhecido filha de Asbjörn Ulfsen                                                | Haroldo III 1076 sem filhos               | Desconhecida                           |
| Adela de Flandres 17 de abril de 1080 – 10 de julho de 1086                  |         | 1064 filha de Roberto I, Conde de Flandres e Gertrude da Saxônia                    | Canuto IV 1080 3 filhos                   | abril de 1115 51 anos                  |
| Ingegerd Haraldsdotter da Noruega 10 de julho de 1086 – 18 de agosto de 1095 |         | 1046 filha de Haroldo III da Noruega e Isabel de Quieve                             | Olavo I 1070 1 filha                      | 1120 74 anos                           |
| Bodil Thrugotsdatter 18 de agosto de 1095 – 10 de julho de 1103              |         | 1056 filha de Thrugot Fagerskind e Thorgunna                                        | Érico I c. 1086 sem filhos                | 1103 47 anos                           |
| Margarida Fredkulla da Suécia 1105 – 4 de novembro de 1130                   |         | c. 1080 filha de Ingo I da Suécia e Helena                                          | Nicolau 1105 1 filho                      | 4 de novembro de 1130 c. 50 anos       |
| Ulvilda da Suécia 1131 – 4 de junho de 1134                                  |         | c. 1095 filha de Haakon Finnsson                                                    | Nicolau 1130 sem filhos                   | 1148 53 anos                           |
| Malfrido de Quieve 4 de junho de 1134 – 18 de junho de 1137                  |         | c. 1095/1102 filha de Mistislau I de Quieve e Cristina Ingesdotter da Suécia        | Érico II 1131 1 filho                     | Desconhecida                           |
| Luitgarda de Salzwedel 1144 – 8 de agosto de 1146                            |         | c. 1110 filha de Rodolfo I, Conde de Stade e Ricarda, Condessa de Sponheim          | Érico III 1144 sem filhos                 | 1152 42 anos                           |
| Adela de Meissen 1152 – 23 de outubro de 1157                                |         | Desconhecido filha de Conrado, Marquês de Meissen e Luitgarda de Ravenstein         | Sueno III 1152 1 filha                    | 23 de outubro de 1181                  |
| Helena da Suécia 1156 – 9 de agosto de 1157                                  |         | c. 1156/1157 filha de Suérquero I da Suécia e Benedita da Suécia                    | Canuto V 1156 sem filhos                  | Desconhecida                           |
| Sofia de Minsk 1157 – 12 de maio de 1182                                     |         | c. 1138/1141 filha de Volodar de Minsque e Ricarda da Polônia                       | Valdemar I 1157 8 filhos                  | 5 de maio de 1198 c. 57/60 anos        |
| Gertrudes da Baviera 12 de maio de 1182 – 1 de junho de 1197                 |         | c. 1152/1155 filha de Henrique, o Leão e Clemência de Zähringen                     | Canuto VI fevereiro de 1177 sem filhos    | 1 de junho de 1197 c. 42/45 anos       |
| Dagmar da Boêmia 1205 – 24 de maio de 1212                                   |         | c. 1186 filha de Otacar I da Boêmia e Adelaide de Meissen                           | Valdemar II 1205 1 filho                  | 24 de maio de 1212/1213 26 anos        |
| Berengária de Portugal 18 de maio de 1214 – 27 de março de 1221              |         | 14 de dezembro de 1191/1194 filha de Sancho I de Portugal e Dulce de Aragão         | Valdemar II 18 de maio de 1214 4 filhos   | 27 de março de 1221 c. 26/31 anos      |
| Judite da Saxônia 28 de março de 1241 – 10 de agosto de 1250                 |         | c. 1223 filha de Alberto I, Duque da Saxônia e Ágnes da Áustria                     | Érico IV 17 de novembro de 1239 4 filhos  | c. 2 de fevereiro de 1267 44 anos      |
| Matilde da Holsácia 1 de novembro de 1250 – 29 de junho de 1252              |         | c. 1220/1225 filha de Adolfo IV, Conde de Holstein e Edviges de Lippe               | Abel 25 de abril de 1237 4 filhos         | 1288 c. 63/68                          |
| Margarida Sambiria 25 de dezembro de 1252 – 29 de maio de 1259               |         | c. 1230 filha de Sambor II, Duque da Pomerânia e Matilde de Mecklemburgo            | Cristóvão I 1248 3 filhos                 | 1 de dezembro de 1282 52 anos          |
| Inês de Brandemburgo 11 de novembro de 1273 – 22 de novembro de 1286         |         | c. 1257 filha de João I, Marquês de Brandemburgo e Brigite da Saxônia               | Érico V 11 de novembro de 1273 sem filhos | 29 de setembro de 1304 47 anos         |
| Ingeborg da Suécia junho de 1296 – 5 de abril/5 de agosto de 1319            |         | c. 1277 filha de Magno III da Suécia e Edviges de Holsácia                          | Érico VI junho de 1296 sem filhos         | 5 de abril/5 de agosto de 1319 42 anos |
| Eufêmia da Pomerânia 25 de janeiro de 1320 – 26 de julho de 1330             |         | 1285 filha de Bogislau IV, Duque da Pomerânia e Margarida de Rügen                  | Cristóvão II 1300 6 filhos                | 26 de julho de 1330 45 anos            |
| Edviges de Eslésvico 4 de junho de 1340 – c. 1374                            |         | desconhecido filha de Érico II, Duque de Schleswig e Adelaide de Holstein-Rendsburg | Valdemar IV 4 de junho de 1340 4 filhos   | c. 1374                                |

## Casa da Pomerânia
| Nome                                                              | Retrato | Nascimento                                                             | Monarca                                    | Morte                        |
| ----------------------------------------------------------------- | ------- | ---------------------------------------------------------------------- | ------------------------------------------ | ---------------------------- |
| Filipa da Inglaterra 26 de outubro de 1406 – 7 de janeiro de 1430 |         | 4 de junho de 1394 filha de Henrique IV de Inglaterra e Maria de Bohun | Érico VII 26 de outubro de 1406 sem filhos | 7 de janeiro de 1430 35 anos |

## Casa de Palatinado-Neumarkt
| Nome                                                                   | Retrato | Nascimento                                                                                | Monarca                                         | Morte                          |
| ---------------------------------------------------------------------- | ------- | ----------------------------------------------------------------------------------------- | ----------------------------------------------- | ------------------------------ |
| Doroteia de Brandemburgo 12 de setembro de 1445 – 6 de janeiro de 1448 |         | c. 1430/1431 filha de João, Marquês de Brandemburgo-Kulmbach e Bárbara de Saxe-Wittenberg | Cristóvão III 12 de setembro de 1445 sem filhos | 10 de novembro de 1495 65 anos |

## Casa de Oldemburgo
| Nome | Retrato | Nascimento | Monarca                                      | Morte                           |
| --- | ------- | --- | -------------------------------------------- | ------------------------------- |
| Doroteia de Brandemburgo 28 de outubro de 1449 – 21 de maio de 1481                                           |         | c. 1430/1431 filha de João, Marquês de Brandemburgo-Kulmbach e Bárbara de Saxe-Wittenberg                                             | Cristiano I 28 de outubro de 1449 3 filhos   | 10 de novembro de 1495 65 anos  |
| Cristina da Saxônia 21 de maio de 1481 – 20 de fevereiro de 1513                                              |         | 25 de dezembro de 1461 filha de Ernesto, Eleitor da Saxônia e Isabel da Baviera                                                       | João 6 de setembro de 1478 4 filhos          | 8 de dezembro de 1521 59 anos   |
| Isabel da Áustria 12 de agosto de 1515 – 20 de janeiro de 1523                                                |         | 18 de julho de 1501 filha de Filipe I de Castela e Joana de Castela                                                                   | Cristiano II 12 de agosto de 1515 3 filhos   | 19 de janeiro de 1526 24 anos   |
| Sofia da Pomerânia 13 de abril de 1523 – 10 de abril de 1533                                                  |         | c. 1498 filha de Bogislau X, Duque da Pomerânia e Ana Jagelão                                                                         | Frederico I 9 de outubro de 1518 6 filhos    | 13 de maio de 1568 70 anos      |
| Doroteia de Saxe-Lauemburgo 4 de junho de 1534 – 1 de janeiro de 1559                                         |         | 9 de julho de 1511 filha de Magno I, Duque de Saxe-Lauemburgo e Caterina de Brunsvique-Volfembutel                                    | Cristiano III 29 de outubro de 1525 5 filhos | 7 de outubro de 1571 60 anos    |
| Sofia de Mecklemburgo-Güstrow 20 de julho de 1572 – 4 de abril de 1588                                        |         | 4 de setembro de 1557 filha de Ulrico, Duque de Mecklemburgo e Isabel da Dinamarca                                                    | Frederico II 20 de julho de 1572 7 filhos    | 14 de outubro de 1631 74 anos   |
| Ana Catarina de Brandemburgo 27 de novembro de 1597 – 8 de abril de 1612                                      |         | 26 de junho de 1575 filha de Joaquim III Frederico, Eleitor de Brandemburgo e Catarina de Brandemburgo-Küstrin                        | Cristiano IV 27 de novembro de 1597 3 filhos | 8 de abril de 1612 36 anos      |
| Sofia Amália de Brunsvique-Luneburgo 28 de fevereiro de 1648 – 9 de fevereiro de 1670                         |         | 24 de março de 1628 filha de Jorge, Duque de Brunsvique-Luneburgo e Ana Leonor de Hesse-Darmstadt                                     | Frederico III 1 de outubro de 1643 6 filhos  | 10 de fevereiro de 1685 56 anos |
| Carlota Amália de Hesse-Cassel 9 de fevereiro de 1670 – 25 de agosto de 1699                                  |         | 27 de abril de 1650 filha de Guilherme VI, Conde de Hesse-Cassel e Edviges Sofia de Brandemburgo                                      | Cristiano V 25 de junho de 1667 5 filhos     | 27 de março de 1714 63 anos     |
| Luísa de Mecklemburgo-Güstrow 25 de agosto de 1699 – 15 de março de 1721                                      |         | 28 de agosto de 1667 filha de Gustavo Adolfo, Duque de Mecklemburgo-Güstrow e Madalena Síbila de Holstein-Gottorp                     | Frederico IV 5 de dezembro de 1695 2 filhos  | 15 de março de 1721 53 anos     |
| Ana Sofia Reventlow 4 de abril de 1721 – 12 de outubro de 1730                                                |         | 16 de abril de 1693 filha de Conrado, Conde Reventlow e Ana Gabel                                                                     | Frederico IV 4 de abril de 1721 sem filhos   | 7 de janeiro de 1743 49 anos    |
| Sofia Madalena de Brandemburgo-Kulmbach 12 de outubro de 1730 – 6 de agosto de 1746                           |         | 28 de novembro de 1700 filha de Cristiano Henrique, Marquês de Brandemburgo-Bayreuth-Kulmbach e Sofia Cristiana de Wolfstein          | Cristiano VI 7 de agosto de 1721 2 filhos    | 27 de maio de 1770 69 anos      |
| Luísa da Grã-Bretanha 6 de agosto de 1746 – 19 de dezembro de 1751                                            |         | 18 de dezembro de 1724 filha de Jorge II da Grã-Bretanha e Carolina de Ansbach                                                        | Frederico V 11 de dezembro de 1743 4 filhos  | 19 de dezembro de 1751 27 anos  |
| Juliana Maria de Brunsvique-Volfembutel 8 de julho de 1752 – 13 de janeiro de 1766                            |         | 4 de setembro de 1729 filha de Fernando Alberto II, Duque de Brunsvique-Volfembutel e Antônia Amália de Brunsvique-Volfembutel        | Frederico V 8 de julho de 1752 1 filho       | 10 de outubro de 1796 67 anos   |
| Carolina Matilde da Grã-Bretanha 8 de novembro de 1766 – 10 de maio de 1775                                   |         | 22 de julho de 1751 filha de Frederico, Príncipe de Gales e Augusta de Saxe-Gota                                                      | Cristiano VII 8 de novembro de 1766 2 filhos | 10 de maio de 1775 23 anos      |
| Maria Sofia de Hesse-Cassel 13 de março de 1808 – 3 de dezembro de 1839                                       |         | 28 de outubro de 1767 filha de Carlos de Hesse-Cassel e Luísa da Dinamarca                                                            | Frederico VI 31 de julho de 1790 2 filhas    | 22 de março de 1852 84 anos     |
| Carolina Amália de Eslésvico-Holsácia-Sonderburgo-Augustemburgo 3 de dezembro de 1839 – 20 de janeiro de 1848 |         | 28 de junho de 1796 filha de Frederico Cristiano II, Duque de Schleswig-Holstein-Sonderburg-Augustenburg e Luísa Augusta da Dinamarca | Cristiano VIII 22 de maio de 1815 sem filhos | 9 de março de 1881 84 anos      |

## Casa de Eslésvico-Holsácia-Sonderburgo-Glucksburgo
| Nome                                                                            | Retrato | Nascimento | Monarca                                     | Morte                           |
| ------------------------------------------------------------------------------- | ------- | --- | ------------------------------------------- | ------------------------------- |
| Luísa de Hesse-Cassel 15 de novembro de 1863 – 29 de setembro de 1898           |         | 7 de setembro de 1817 filha de Guilherme de Hesse-Cassel e Luísa Carlota da Dinamarca                                          | Cristiano IX 26 de maio de 1842 6 filhos    | 29 de setembro de 1898 81 anos  |
| Luísa da Suécia 29 de janeiro de 1906 – 14 de maio de 1912                      |         | 31 de outubro de 1851 filha de Carlos XV da Suécia & IV da Noruega e Luísa dos Países Baixos                                   | Frederico VIII 28 de julho de 1869 8 filhos | 20 de março de 1926 74 anos     |
| Alexandrina de Mecklemburgo-Schwerin 14 de maio de 1912 – 20 de abril de 1947   |         | 24 de dezembro de 1879 filha de Frederico Francisco III, Grão-Duque de Mecklemburgo-Schwerin e Anastasia Mikhailovna da Rússia | Cristiano X 26 de abril de 1898 2 filhos    | 28 de dezembro de 1952 73 anos  |
| Ingrid da Suécia 20 de abril de 1947 – 14 de janeiro de 1972                    |         | 28 de março de 1910 filha de Gustavo VI Adolfo da Suécia e Margarida de Connaught                                              | Frederico IX 24 de maio de 1935 3 filhas    | 7 de novembro de 2000 90 anos   |
| Henrique de Laborde de Monpezat 14 de janeiro de 1972 – 13 de fevereiro de 2018 |         | 11 de junho de 1934 filho de André de Laborde de Monpezat, Conde de Laborde de Monpezat e Renée Yvonne Doursenot               | Margarida II 10 de junho de 1967 2 filhos   | 13 de fevereiro de 2018 83 anos |
| Maria Donaldson 14 de janeiro de 2024 – presente                                |         | 5 de fevereiro de 1972 filha de John Dalgleish Donaldson e Henrietta Clark Horne                                               | Frederico X 14 de maio de 2004 4 filhos     | —                               |